# Jug & Dodo
Jug & Dodo è un doppio album di Gene Ammons e Dodo Marmarosa, pubblicato dalla Prestige Records nel 1972.Tutti i brani dell'album furono registrati il 4 maggio 1962 a Chicago (Illinois).

## Tracce
Lato A
1. Georgia – 5:35 (Hoagy Carmichael, Stuart Gorrell)
2. For You – 4:26 (Joe Burke, Al Dubin)
3. You're Driving Me Crazy – 6:48 (Walter Donaldson)

Lato B
1. Where or When – 6:57 (Richard Rodgers, Lorenz Hart)
2. The Song Is You – 7:36 (Oscar Hammerstein II, Jerome Kern)
3. Just Friends – 5:20 (John Klenner, Sam M. Lewis)

Lato C
1. Yardbird Suite (Take 1) – 3:54 (Charlie Parker)
2. Yardbird Suite (Take 2) – 4:23 (Charlie Parker)
3. I Remember you – 3:45 (Johnny Mercer, Victor Schertzinger)
4. Bluzarumba – 3:34 (Gene Ammons)

Lato D
1. The Moody Blues – 4:13 (Dodo Marmarosa)
2. Falling in Love with Love (Take 1) – 4:56 (Richard Rodgers, Lorenz Hart)
3. Falling in Love with Love (Take 2) – 3:38 (Richard Rodgers, Lorenz Hart)
4. The Very Thought of You – 4:02 (Ray Noble)

## Musicisti
Brani A1, A2, A3, B1, C4, D2 e D3
- Gene Ammons - sassofono tenore
- Dodo Marmarosa - pianoforte
- Sam Jones - contrabbasso
- Marshall Thompson - batteria[2]

Brani B2, B3, C1, C2, C3, D1 e D4
- Dodo Marmarosa - pianoforte
- Sam Jones - contrabbasso
- Marshall Thompson - batteria[3]